# Tudor Arghezi

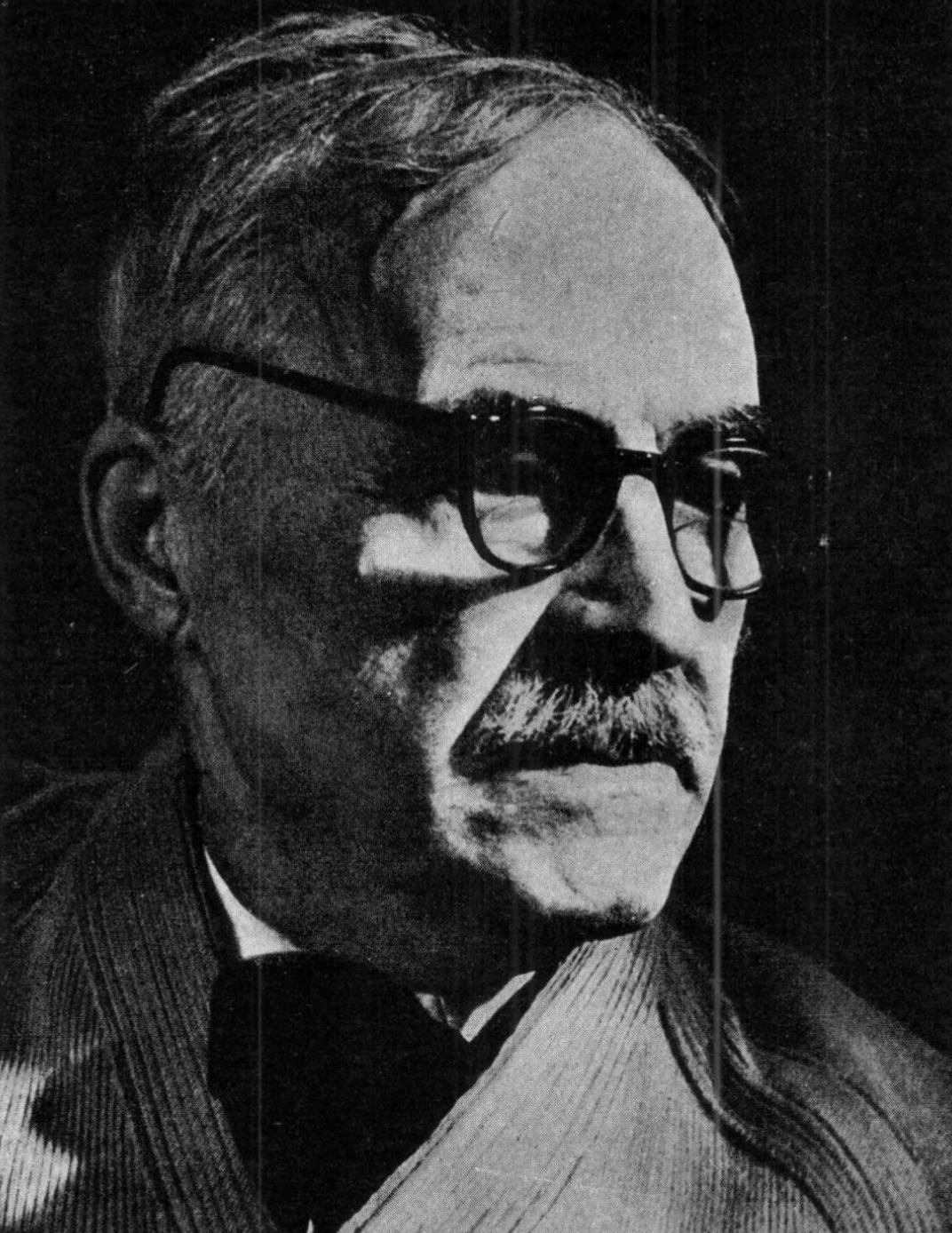
Tudor Arghezi

Tudor Arghezi (eigentlich Ion N. Teodorescu; * 21. Mai 1880 in Bukarest (București); † 14. Juli 1967 ebenda) war ein rumänischer Dichter und Schriftsteller.
Der Künstlername Arghezi bezieht sich auf die antike Bezeichnung des Flusses Argeș: Argesis.

## Biographie
Mit elf Jahren verließ Arghezi sein Elternhaus und besuchte die Schule des orthodoxen Kloster zum Hl. Sava. 1896 veröffentlichte er sein erstes Gedicht in der Zeitschrift Liga Ortodoxă. 1897 arbeitete er bei der Zeitschrift Viața nouă mit, wo er Mihail Sadoveanu begegnete. Von 1900 bis 1904 lebte er als Mönch im Kloster Cernica. 1905 ging er ins Ausland, zunächst kurze Zeit nach Paris, wo im selben Jahr sein unehelicher Sohn Eli Lotar geboren wurde. Im nahegelegenen Kloster Cordiliers konvertierte er zum Katholizismus. Sodann reiste Arghezi in die Schweiz, wo er in Genf Gedichte verfasste und die Universität besuchte. Um seinen Lebensunterhalt zu bestreiten, arbeitete er als Goldschmied. 1909 besuchte er Italien. 1912 kehrte er wieder nach Rumänien zurück, wo er in verschiedenen Zeitschriften (Facla, Viața românească, Teatru, Rampa) Gedichte und Aufsätze veröffentlichte.
Nach Ausbruch des Ersten Weltkriegs schrieb Arghezi flammende Artikel gegen die Nationalliberale Partei und die Gruppe der Unterstützer des Take Ionescu, die sich für einen Frontwechsel hin zur Entente und gegen Österreich-Ungarn einsetzten, um im Falle eines Sieges Siebenbürgen zu erhalten. Nach der Besetzung Rumäniens durch die Deutschen kooperierte er mit diesen und schrieb Artikel in der von diesen kontrollierten Gazeta Bucureştilor. 1918/19, während der Gründungszeit Großrumäniens, wurde er zusammen mit elf Journalisten (unter anderem Ioan Slavici) des Landesverrates beschuldigt und im Straflager Văcărești inhaftiert, weil die Gruppe mit der deutschen Besatzungsmacht kollaboriert hatte.
1927 erschien sein erster Gedichtband Cuvinte potrivite. 1928 gab er die Zeitschrift Bilete de papagal heraus. Ab 1931 schrieb Arghezi Kinderbücher, die in Rumänien sehr populär wurden und deren Geschichten noch heute in Schulbüchern verwendet werden.
Während des Zweiten Weltkrieges gehörte Arghezi zu der Opposition des Regimes von Ion Antonescu, welches mit dem Deutschen Reich verbündet war. Er veröffentlichte Pamphlete, woraufhin er verhaftet und interniert wurde.
Nach dem Einmarsch der Sowjetunion 1944 wurde auch Arghezi freigelassen und rehabilitiert. In der Zeit der kommunistischen Diktatur erhielt Arghezi zahlreiche Preise und Ehrungen. Er wurde zum Nationaldichter stilisiert und Mitglied der Rumänischen Akademie. Nach seinem Tod 1967 fanden umfangreiche Trauerfeierlichkeiten statt. Arghezi wurde im Garten seines Hauses neben seiner, ein Jahr zuvor verstorbenen Frau Paraschiva beigesetzt. Dieses Haus wurde danach zum Museum, das dem Dichter gewidmet ist.

## Bewertung
Tudor Arghezi gilt als einer der bedeutendsten Dichter Rumäniens im 20. Jahrhundert. Er hat die rumänische Literatursprache erneuert. Besonders seine Werke, die vor dem Ersten Weltkrieg entstanden, geprägt durch jugendliche Sinnkrise und religiöse Suche, sind von größtem Wert. Die Lyrik war Arghezis Stärke, er schrieb aber in der Zwischenkriegszeit auch bedeutende Novellen und Romane. Nach dem Zweiten Weltkrieg ließ sich der Dichter vom kommunistischen Regime vereinnahmen und feiern. Er verfasste teilweise peinliche Propagandalyrik. Da die Hochschätzung durch Jahrzehnte hinweg immer noch nachwirkt, steht eine kritische Neubewertung des Autors noch aus.

## Werke (Auswahl)
- Wohlgefügte Worte (Cuvinte potrivite), Gedichte 1927 (dt. 1996)
- Hölzerne Ikonen (Icoane de Lemn), Prosa 1928
- Das schwarze Tor (Poarta Neagră), Roman 1930
- Schimmelblumen (Flori de mucigai), Gedichte 1931
- Das Spielzeugbuch (Cartea cu jucării), Kinderbuch (dt. 1976)
- Buch um Mitzura zum Einschlafen zu bringen (Cântec de adormit Mitzura), Kinderbuch
- Unkraut (Buruieni), Kinderbuch
- Lump (Zdreanța), Kinderbuch (dt. 1985)
- Aufzeichnungen aus dem Lande Kuty (Tablete din țara de Kuty), Erzählung 1933
- Die Augen der Muttergottes (Ochii Maicii Domnului), Roman 1934
- Cărticica de seară, Gedichte 1935
- Der Friedhof Mariä Verkündigung (Cimitirul Buna-Vestire), Roman 1936 (dt. 1983; 1991 unter dem Titel „Der Friedhof“ neu-übersetzt)
- Reigen (Hore), Gedichte 1939
- Lina, Novelle 1942
- Una sută una poeme, Gedichte 1947
- Im Bienengrund (Prisaca), Gedichte 1954 (dt. 1963)
- 1907 – Landschaften (1907 – Peisaje), Gedicht 1955
- Gesang auf den Menschen (Cîntare omului), Gedichte 1956
- Stihuri pestrite, Gedichte 1957
- Cartea mea frumoasă, Gedichte 1958
- Frunze, Gedichte 1961
- Poeme noi, Gedichte 1963
- Cadențe, Gedichte 1964
- Schreibe, Feder..., Prosastücke dt. 1964
- Ausgewählte Gedichte, dt. 1964
- Kleine Prosa, dt. 1965
- Silben (Silabe), Gedichte 1965
- Rhythmen (Ritmuri), Gedichte 1967
- Noaptea, Gedichte 1967
- Von großen und kleinen Tieren, Kinderbuch dt. 1967
- Ketzerbeichte, Gedichte dt. 1968
- Litanii, Gedichte 1968
- Frunzele tale, Gedichte 1968
- Crengi, Gedichte 1970
- XC, Gedichte 1970
- Călătorie in vis, Gedichte 1973
- Scieri, 31 Bände 1962–1980
- Gedichte, dt. Auswahl 1980
- Nur ein Fleckchen Erde. Ausgewählte Prosatexte, dt. Auswahl 1990
- Auf einem Buch, Gedichte (Pe o carte), Übersetzt von Christian W. Schenk, in memoriam, ISBN 9798353740667, Erste deutsche Ausgabe: Dionysos – Boppard am Rhein